# Meccanismo seesaw
Nelle teorie della grande unificazione della fisica delle particelle, il meccanismo seesaw (o meccanismo dell'altalena) è un modello generico utilizzato per comprendere le dimensioni relative delle masse dei neutrini osservate, dell'ordine degli elettronvolt, rispetto a quelli dei quark e dei leptoni carichi, che sono milioni di volte più pesanti. Il nome del meccanismo ad altalena è stato dato da Tsutomu Yanagida in una conferenza di Tokyo nel 1981.
Esistono diversi tipi di modelli, ognuno dei quali estende il Modello Standard. La versione più semplice, "Tipo 1", estende il Modello Standard assumendo l'esistenza di due o più campi di neutrini destrorsi aggiuntivi insensibili rispetto all'interazione elettrodebole, e l'esistenza di una scala di massa molto grande. Ciò consente di identificare la scala di massa con la scala postulata della grande unificazione.

## Seesaw di tipo 1
Questo modello produce, per ogni sapore, un neutrino leggero e un neutrino molto pesante, che deve ancora essere osservato e offre una spiegazione del perché le masse dei neutrini osservate sono così piccole.
Secondo il modello standard minimale (dove i neutrini sono privi di massa), il neutrino fa parte di uno spinore di Weyl {\displaystyle \chi } e, insieme al leptone carico sinistrorso (di chiralità sinistra) {\displaystyle \ell }, costituiscono un doppietto leptonico di isospin debole:
{\displaystyle L={\begin{pmatrix}\chi \\\ell \end{pmatrix}},}
Si postuli inoltre l'esistenza di {\displaystyle \eta }, uno spinore di Weyl corrispondente al neutrino destrorso, che è un singoletto rispetto all'isospin debole, il che significa che non interagisce debolmente, come un neutrino sterile.
A questo punto ci sono tre modi per formare termini di massa covarianti di Lorentz e sono i seguenti:
{\displaystyle {\tfrac {1}{2}}\,M'\,\chi ^{\alpha }\chi _{\alpha }\,,\quad {\frac {1}{2}}\,M\,\eta ^{\alpha }\eta _{\alpha }\,,\quad \mathrm {o} \quad m\,\eta ^{\alpha }\chi _{\alpha }\,,}
e i loro complessi coniugati. Questi termini possono essere combinati assieme scrivendoli come una forma quadratica:
{\displaystyle {\frac {1}{2}}\,{\begin{pmatrix}\chi &\eta \end{pmatrix}}{\begin{pmatrix}M'&m\\m&M\end{pmatrix}}{\begin{pmatrix}\chi \\\eta \end{pmatrix}}.}
Poiché lo spinore del neutrino destrorso non ha nessuna delle cariche associate alle simmetrie di gauge del modello standard, {\displaystyle M} è un parametro libero che in linea di principio può assumere qualsiasi valore arbitrario.
Il parametro {\displaystyle m} è proibito dalla simmetria di gauge elettrodebole, e può comparire solo dopo che la simmetria è stata rotta spontaneamente da un meccanismo di Higgs, come le masse di Dirac dei leptoni carichi. In particolare, poiché {\displaystyle \chi \in L} ha isospin debole 1⁄2 come il campo di Higgs H, e {\displaystyle \eta } ha isospin debole 0, il parametro di massa {\displaystyle m} può essere generato dalle interazioni di Yukawa con il campo di Higgs, nel modo convenzionale del modello standard,
{\displaystyle {\mathcal {L}}_{\text{Yuk}}=y\,\eta L\epsilon H^{*}+\cdots }
Ciò significa che {\displaystyle m} è naturalmente dell'ordine del valore di aspettazione del vuoto del campo di Higgs del modello standard: {\displaystyle v\approx 246\,\mathrm {GeV} } e {\displaystyle |\langle H\rangle |=v/{\sqrt {2}}} per cui
{\displaystyle m_{t}={\mathcal {O}}\left(v/{\sqrt {2}}\right)\approx \mathrm {174\;GeV} ,}
se l'accoppiamento di Yukawa è di ordine {\displaystyle y\approx 1}. Può essere scelto più piccolo in modo coerente, ma valori estremi {\displaystyle y\gg 1} possono rendere il modello non perturbativo.
D'altra parte, il parametro {\displaystyle M'} è vietato, dal momento che nessun singoletto rinormalizzabile sotto ipercarica debole e isospin può essere formato utilizzando queste componenti di un doppietto – solo un termine non rinormalizzabile di dimensione 5 è consentito. Questa è l'origine del modello e della gerarchia delle scale della matrice di massa all'interno del "meccanismo seesaw di tipo 1".
La matrice
{\displaystyle A={\begin{pmatrix}0&m\\m&M\end{pmatrix}}.}
ha due autovalori:
{\displaystyle \lambda _{(+)}={\frac {M+{\sqrt {M^{2}+4m^{2}}}}{2}},}
e
{\displaystyle \lambda _{(-)}={\frac {M-{\sqrt {M^{2}+4m^{2}}}}{2}}.}
Applicando questo modello ai neutrini, {\displaystyle M} è considerato molto più grande di {\displaystyle m}. Allora l'autovalore maggiore, {\displaystyle \lambda _{(+)}}, è approssimativamente uguale a {\displaystyle M}, mentre l'autovalore minore è approssimativamente uguale a
{\displaystyle \lambda _{-}\approx -{\frac {m^{2}}{M}}.}
La grande dimensione di {\displaystyle M} può essere motivata nel contesto della grande unificazione. In tali modelli possono essere presenti simmetrie di gauge allargate, che inizialmente forzano {\displaystyle M=0} nella fase non rotta, ma generano un grande valore non nullo {\displaystyle M\approx M_{\mathsf {GUT}}\approx \mathrm {10^{15}\,GeV} }, intorno alla scala della loro rottura spontanea di simmetria. Quindi data una massa {\displaystyle m\approx \mathrm {100\;GeV} } si ha {\displaystyle \lambda _{(-)}\approx \mathrm {0.01\;eV} }. Una scala enorme ha quindi indotto una massa di neutrini drammaticamente piccola per l'autovettore 
{\displaystyle \nu \approx \chi -{\frac {m}{M}}\,\eta .}
La massa molto piccola è in accordo con i dati sperimentali.
Il nome "altalena" nasce dal fatto che gli autovalori sono l'uno inversamente proporzionale all'altro, pertanto se uno dei due autovalori sale, l'altro scende e viceversa.

### Annotazioni
1. ↑  È possibile generare due neutrini di massa piccola con un solo neutroino destrorso, ma gli spettri di massa che ne risultano sono generalmente non fattibili.